# Vrapče (gmina Tutin)
Vrapče (cyr. Врапче) – wieś w Serbii, w okręgu raskim, w gminie Tutin. W 2011 roku liczyła 48 mieszkańców.